# レッドディア川

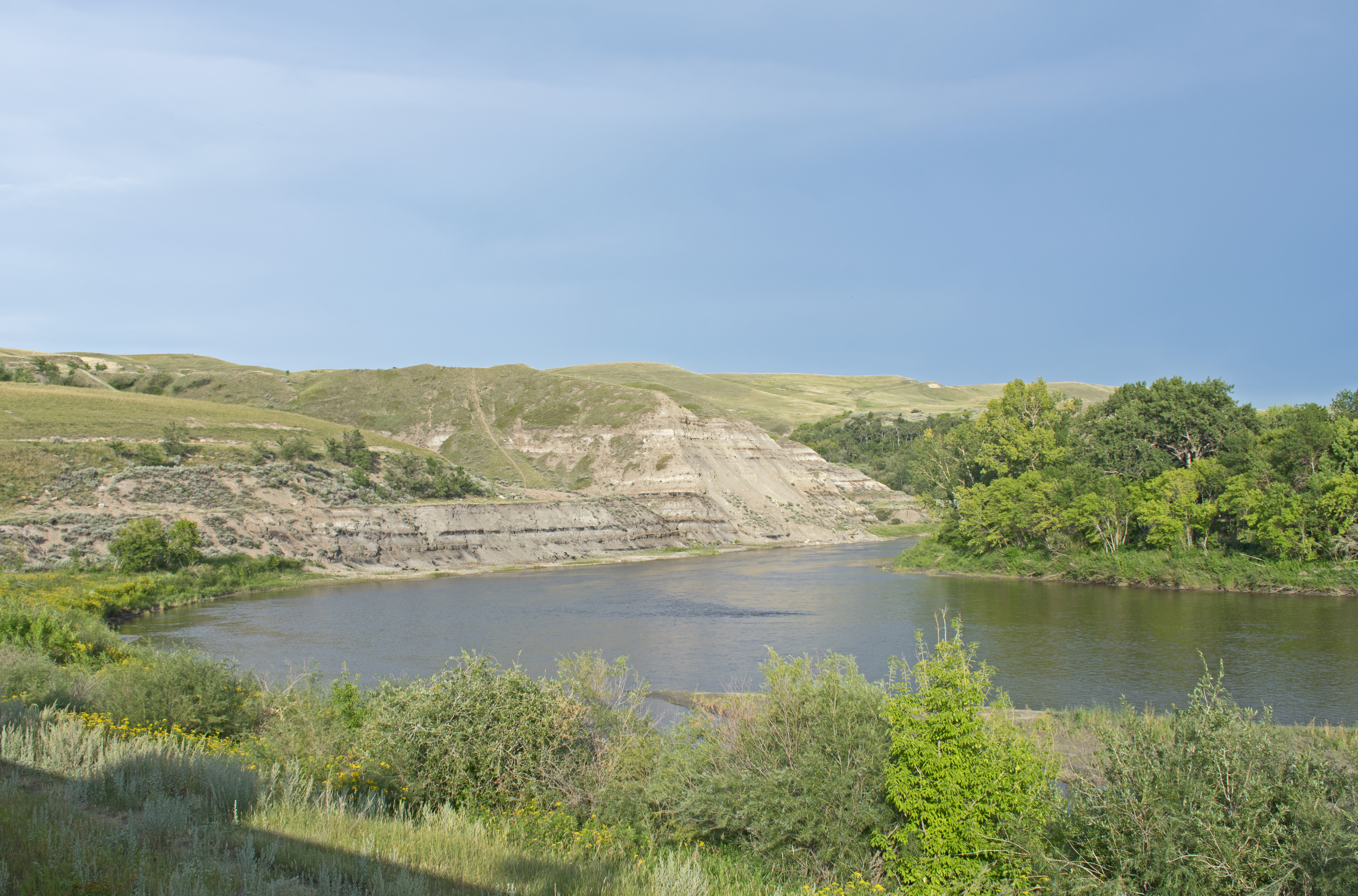

レッドディア川（レッドディアがわ、英語:Red Deer River）は、カナダを流れる河川。サウスサスカチュワン川の主要な支流である。

## 説明

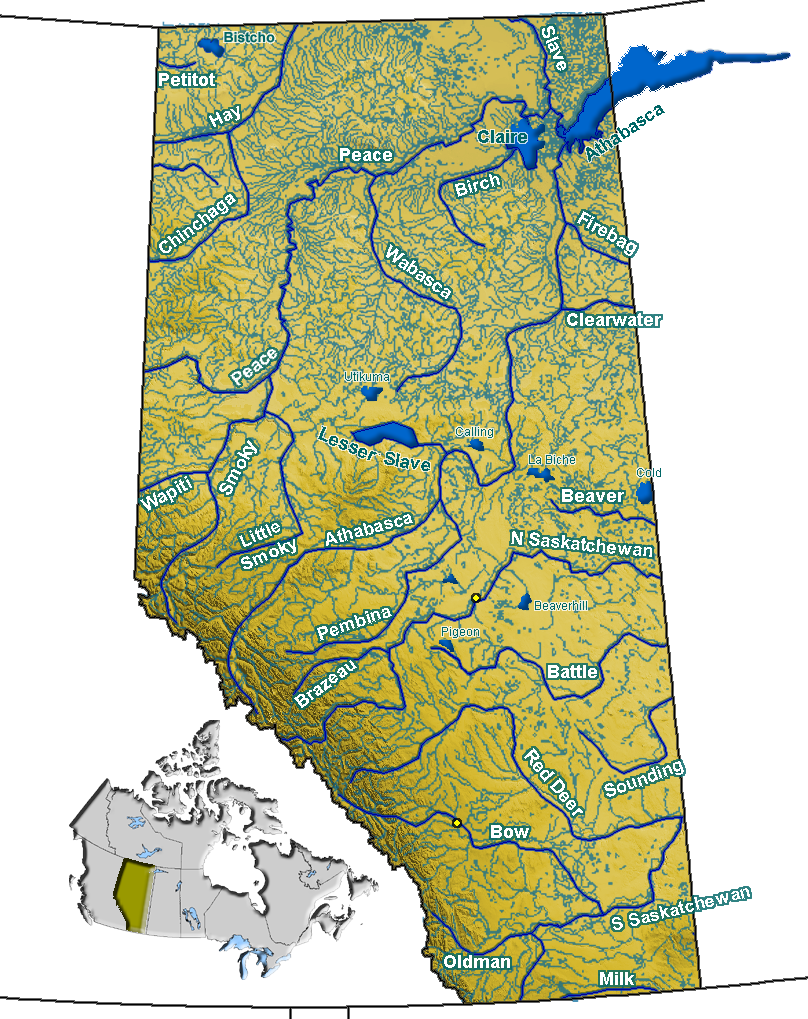
カナダのアルバータ州の河川の概略図。レッドディア川は、アルバータ州の南部を流れる。

長さは724km、流域面積は約4万5000km2。主にカナダのアルバータ州内南部を流れている。源流は北緯51度31分55秒、西経116度02分31秒の標高2200mの場所に存在する。ここはカナディアンロッキーの東側斜面に当たる。なお、この源流部はカナダによってバンフ国立公園に指定されている。この場所から概ね東の方向へ山岳地帯を流れてゆく。その後サンドゥリの町の付近で南東方向へと流れる向きを変え、レッドディアの町まで概ね南東方向へと流れる。そして、レッドディアの町の付近で再び概ね東の方向へと流れてゆく。最終的に、北緯50度55分23秒、西経109度53分41秒（アルバータ州とサスカチュワン州との州境付近のサスカチュワン州側）で、サウスサスカチュワン川に合流する。なお、この合流点の標高は、597mである。ここまでがレッドディア川だ。この川の水はサウスサスカチュワン川へ入った後、最終的にネルソン川からハドソン湾（北極海）へと注いでいる

。

## 名称
レッドディア（Red Deer）は英語で「赤いシカ」という意味である。しかし、元々この川は「アカシカ川」と呼ばれていたわけではなかった。この地にヨーロッパからの白人の侵略者達が入って来た当時、この川の周辺ではエルクが沢山見られたので、この川をエルク川（Elk River）と呼んでいた。しかしながら、当時のヨーロッパの毛皮商人は、しばしばエルクのことをアカシカと誤訳していた。結局、この誤訳が原因で、いつしかこの川は「アカシカ川」すなわち「レッドディア川」と呼ばれるようになったのである。ちなみに、この川の途中に作られたレッドディアの町の名は、このレッドディア川から取られたものである。なお、これらとは別に、先住民のクリー族は、この川を「ワスカスー」と呼んでいたと言われている。

## 主な参考文献
- Suskatchewan River Basin （サスカチュワン川流域について）
- History of Red Deer （レッドディアの町の歴史）